# Rochester (Michigan)
Rochester é uma cidade localizada no estado americano de Michigan, no Condado de Oakland.

## Demografia
Segundo o censo americano de 2000, a sua população era de 10.467 habitantes.
Em 2006, foi estimada uma população de 11.239, um aumento de 772 (7.4%).

## Geografia
De acordo com o United States Census Bureau tem uma área de 10,0 km², dos quais 10,0 km² cobertos por terra e 0,0 km² cobertos por água. Rochester localiza-se a aproximadamente 256 m acima do nível do mar.

## Localidades na vizinhança
O diagrama seguinte representa as localidades num raio de 12 km ao redor de Rochester.